# Club Sportiv Gaz Metan Mediaș 2013-2014
Questa voce raccoglie le informazioni riguardanti il Club Sportiv Gaz Metan Mediaș nelle competizioni ufficiali della stagione 2013-2014.

## Rosa
| N. |                        | Ruolo | Calciatore            |
| -- | ---------------------- | ----- | --------------------- |
| 1  | Romania (bandiera)     | P     | Alexandru Greab       |
| 2  | Romania (bandiera)     | C     | Ciprian Petre         |
| 3  | Serbia (bandiera)      | D     | Jasmin Trtovac        |
| 5  | Romania (bandiera)     | C     | Alexandru Munteanu    |
| 6  | Romania (bandiera)     | C     | Andrei Bozesan        |
| 7  | Albania (bandiera)     | A     | Azdren Llullaku       |
| 8  | Romania (bandiera)     | D     | Ionuț Buzean          |
| 9  | Inghilterra (bandiera) | A     | Jordan Robertson      |
| 10 | Giordania (bandiera)   | A     | Tha'er Bawab          |
| 10 | Romania (bandiera)     | A     | Cristian Bud          |
| 11 | Brasile (bandiera)     | A     | Vitinho               |
| 12 | Romania (bandiera)     | P     | Răzvan Pleșca         |
| 14 | Romania (bandiera)     | C     | Răzvan Avram          |
| 15 | Georgia (bandiera)     | A     | George Alaverdashvili |
| 16 | Romania (bandiera)     | D     | Radu Zaharia          |

| N. |                      | Ruolo | Calciatore          |
| -- | -------------------- | ----- | ------------------- |
| 17 | Romania (bandiera)   | C     | Sebastian Cojocnean |
| 18 | Italia (bandiera)    | C     | Fabio Bravo         |
| 19 | Romania (bandiera)   | C     | Florin Dan          |
| 20 | Romania (bandiera)   | A     | Dan Roman           |
| 21 | Romania (bandiera)   | C     | Cristian Todea      |
| 22 | Algeria (bandiera)   | C     | Aymen Tahar         |
| 23 | Romania (bandiera)   | D     | Sergiu Muth         |
| 25 | Serbia (bandiera)    | D     | Žarko Marković      |
| 30 | Rep. Ceca (bandiera) | P     | Miloš Buchta        |
| 80 | Romania (bandiera)   | A     | Raul Gașpar         |
| 81 | Romania (bandiera)   | D     | Florin Sandu        |
| 85 | Romania (bandiera)   | D     | Cosmin Frăsinescu   |
| 86 | Romania (bandiera)   | C     | Alexandru Curtean   |
| 89 | Italia (bandiera)    | C     | Roberto Romeo       |